# Colleen Wing
Colleen Wing é uma personagem fictícia que aparece nas revistas em quadrinhos americanas publicadas pela Marvel Comics. Sua primeira aparição foi em Marvel Premiere #19 (novembro de 1974) e foi criada por Doug Moench e Larry Hama.
Descendente de uma família de samurais, Wing é uma artista marcial japonesa que vingou a morte de seu avô com a ajuda do super-herói Punho de Ferro. Após chegar em Nova York, Wing se torna melhor amiga da ex-policial Misty Knight com quem começou uma agência confidencial de investigação. As duas foram depois a dupla de combate ao crime, Filhas do Dragão. Como pesquisadores particulares, Wing e Knight trabalham frequentemente com os Heróis de Aluguel: Luke Cage e Punho de Ferro. No arco de história do Demolidor de 2010, "Shadowland", Wing se torna a líder d'A Unha, um grupo dissidente do clã ninja d'O Tentáculo.
Jessica Henwick interpreta a versão do Universo Cinematográfico Marvel da personagem em Punho de Ferro, da Netflix.

## Biografia ficcional  da personagem
Colleen nasceu nas montanhas de Honshu, no Japão, filha do professor Lee Wing (professor de história asiática na Universidade Columbia) e de uma mãe cujos antepassados eram samurais e daimiôs. Depois da morte de sua mãe, o avô materno de Colleen, Kenji Ozawa, ensinou-lhe os caminhos do samurai, no qual ela se tornou mais hábil. Professor Wing descobriu com um monge que o jovem guerreiro Punho de Ferro viria daquela terra para procurar vingança no assassino de seu pai e enviou Colleen para encontrá-lo. O professor Wing e Colleen fizeram amizade com Punho de Ferro e Colleen atuou como sua aliada em muitas de suas façanhas. Na primeira aparição de Colleen, ela conheceu Punho de Ferro, e então ajudou Iron Fist a lutar contra o Culto de Kara-Kai. Anos mais tarde, Colleen voltou para Nova York para visitar seu pai lá. Após a chegada, ela foi pega em uma batalha de armas pela polícia local de Manhattan e alguns bandidos. Felizmente, ela foi resgatada pelo oficial Misty Knight, que acabou se tornando sua melhor amiga. Mais tarde, quando o braço direito de Knight foi gravemente ferido por uma explosão de bomba e foi amputado, Colleen encorajou Knight a superar sua depressão e retornar a um papel ativo na vida. Colleen e Knight formaram uma parceria como investigadoras privadas e chamaram sua empresa de Nightwing Restorations, Ltd. Devido ao treinamento em samurai da Wing e à experiência das duas parceiras nas artes marciais asiáticas, elas foram apelidados de "as Filhas do Dragão".
Colleen foi capturada em um ponto por Mestre Khan e Angar, o Gritador, que a transformou em uma escrava hipnotizada. Colleen lutou contra Punho de Ferro, que finalmente a libertou de seu controle mental. Colleen então se uniu com Misty em oposição ao criminoso Emil Vachon em Hong Kong.  Colleen foi capturada por Emil Vachon, entretanto, que a transformou em uma viciada em heroína. Ela foi resgatada por Misty Knight, superando seu vício e se vingou de Vahcon. Colleen então lutou com Davos, o Serpente de Aço, e conheceu o Homem-Aranha.
Colleen ajudou depois os X-Men e o Solaris a lutar Moses Magnum no Japão. Ela acompanhou os X-Men para o Canadá, e fez insinuações românticas para Ciclope, cuja namorada Jean Grey foi presumida estar morta na época. Ela foi prisioneira do Arcade logo depois disso.
Colleen mais tarde conheceu o ator Bob Diamond, um dos Filhos do Tigre. Ela então lutou Constritor e Dentes de Sabre. Professorr Wing recuperou então sua memória, e o treinamento de Colleen em habilidades do samurai por seu avô foi revelado. Colleen então começou um romance com Bob Diamond. Ela foi baleada por Warhawk, e mais tarde lutou o Constritor novamente. Ela foi brevemente transformada em vidro pelo segundo Chemistro, e logo voltou ao normal. Ela então lutou Fera (agora Ferocia). Colleen mais tarde terminou temporariamente sua amizade com Misty devido ao romance desta última com Tyrone King. Colleen foi depois transportada para K'un-L'un. Ela matou Chiantang, o dragão místico. Ela então participou do funeral de um impostor que ela acreditava ser Danny Rand.
Algum tempo depois, Colleen viu um segundo impostor de Danny Rand na televisão. Ela confrontou esse impostor, que era na verdade o ZSuper-Skrull. Ela esteve presente na exumação do cadáver do primeiro impostor de Danny Rand.
Depois que seu relacionamento com Bob Diamond terminou, Colleen mais uma vez iniciou a organização das Filhas do Dragão.
Duranto o arco de história "Guerra Civil", de 2006, ela e Misty criam os novos Heróis de Aluguel, devido à insistência de Homem de Ferro, Reed Richards e Homem-Aranha, a fim de localizar superhumanos que não querem cumprir a Lei de Registro de Super-Humanos.
Colleen foi identificada como um dos 142 super-heróis registrados que se registraram como parte da Iniciativa. Na missão mais recente do grupo, Colleen Wing e Tarantula foram oferecidos à Rainha da Ninhada pelo seu companheiro de equipe Humbug. Quando Shang-Chi e os outros heróis vêm salvá-los, Colleen está em choque traumático; ela fica ainda mais agitada quando Menino da Lua, que o grupo tinha sido contratado para apreender para S.H.I.E.L.D., é levado em custódia por Paladin. Misty tinha feito um acordo com ele para encontrá-la e Tarantula após sua captura. Colleen, profundamente perturbada por isso, deixou o grupo como resultado. Os Heróis de Aluguel se separaram depois disto.
Depois do Demolidor se tornar o líder do clã ninja Tentáculo e assumir o controle de Hell's Kitchen durante o arco de história "Shadowland", Misty, Colleen Wing, Punho de Ferro, Luke Cage e Shang-Chi o confrontam na tentativa de impedi-lo sem violência. Depois que uma comoção acontece em outro lugar em seu castelo, ele ataca o grupo, acreditando que eles são responsáveis. Dias após a luta, Colleen é contatada pelo Demolidor, oferecendo informações sobre sua mãe. Ao visitá-lo novamente, ele revela a ela que sua mãe realmente liderou um recussitado grupo do Tentáculo de todas as espadachins chamado "A Unha". A mãe de Colleen e a Unha foram eventualmente assassinados por um dos inimigos do Tentáculo. Demolidor, em seguida, pede-lhe para liderar uma nova encarnação do grupo. Ela finalmente aceita e conhece a Unha composta de Lótus Negra, Cherry Blossom, Makro e Yuki. Colleen mais tarde trai a Unha e se defende delas.

## Poderes e habilidades
Colleen Wing era originalmente uma mulher atlética, sem habilidades sobre-humanas. Ela alcançou o domínio das habilidades tradicionais de combate do samurai japonês, incluindo a espada (kenjutsu); ela é uma talentosa espadachim e foi mostrada derrotando vários agentes da HIDRA sem lesão.
Depois de ter sofrido lavagem cerebral como uma arma viva pelo inimigo do Punho de Ferro, Mestre Khan, Danny mistura sua mente com a dela, a fim de deixa-lá livre deste controle. Como resultado Colleen ganha conhecimento das artes marciais de K'un L'un, assim como controle do chi; permitindo que ela concentre seu chi para aumentar sua força, acelerar sua cura e reduzir suas funções corporais para sobreviver a condições severas.
Ela exerce uma katana de 1.000 anos que herdou de seu avô. Colleen também é uma detetive privada experiente com excelentes habilidades investigativas.

## Outras versões
- Colleen aparece brevemente no cronograma alternativo do arco de história "Era do Apocalipse", de 1995-1996. Ela e Misty Knight estavam no mesmo local e escaparam juntas. No entanto, Colleen foi infestada pelo infestado pela Ninhada, Christopher Summers, e posteriormente morta por Misty Knight com um tiro na cabeça.[48]
- Uma versão Ultimate Marvel de Colleen Wing aparece em Ultimate Homem-Aranha #110 como a esposa de Danny Rand.[49]
- Colleen aparece no cronograma alternativo do arco de história "Dinastia M", de 2005, como um membro dos Dragões, em que o líder é Shang-Chi. Mais tarde, ela estava entre os Dragões capturados em uma armadilha organizada pelo Rei do Crime e pela Irmandade; mas foi libertada por Luke Cage, a fim de ajudar os Vingadores derrotar a Irmandade.[50][51][52]
- Na dimensão de bolso da I.M.A. da Terra-13584, Colleen Wing aparece como um membro da gangue do Homem-Aranha.[53]

## Em outras mídias

### Televisão

Jessica Henwick como Collen Wing em Punho de Ferro.

- Jessica Henwick interpreta Collen Wing na série de televisão Punho de Ferro.[54] Ela é uma estudante do membro do Tentáculo, Bakuto, proprietária do Chikara Dojo -  onde dá aulas para Claire Temple - e amante de Danny Rand. Colleen encontra Danny pela primeira vez quando ela está colando cartazes de seu dojo.
- Henwick voltou a interpretar Wing na minissérie Os Defensores.[55] Após ajudar Danny a caçar membros do Tentáculo, Colleen volta a Nova York e é apresentada a um amigo de Claire que a enfermeira achou ser um bom aliado na luta, Luke Cage. Mais tarde conhece três novos aliados de Rand quando se escondem em seu dojo, Jessica Jones, Matt Murdock, e Stick.

### Videogames
- Colleen Wing aparece no final do Punho de Ferro para Ultimate Marvel vs Capcom 3. Ela aparece como um membro de seus novos Heróis de Aluguel.
- Colleen Wing aparece em Marvel Heroes. Ela é um dos Heróis de Aluguel que Luke Cage pode invocar no jogo.[56]
- Colleen Wing foi um personagem jogável no jogo de Facebook, Marvel: Avengers Alliance.